# Potência explosiva
Potência explosiva ou poder de ruptura ("brisance", em inglês) é uma medida da velocidade com que um explosivo desenvolve sua pressão máxima. O termo em inglês vem do verbo francês "briser", que significa "quebrar", "fraturar" ou "romper".

## Características
Em uma explosão, o poder de um explosivo é sua capacidade de fraturar e projetar a rocha ou o objeto a ser explodido. É o resultado da combinação de sua velocidade de detonação e o volume de gases produzidos na explosão.
A potência explosiva é de importância prática para determinar a eficácia de uma explosão em casos de projéteis de fragmentação, bombas revestidas por estilhaços, granadas, estruturas etc.[carece de fontes?]
Um explosivo disjuntor é aquele que atinge sua pressão máxima tão rapidamente que uma onda de choque é formada. O efeito final é quebrar, por ressonância de choque, o material ao redor ou em contato com a onda de detonação supersônica criada pela explosão. Portanto, a energia explosiva é uma medida da capacidade de ruptura de um explosivo e não está necessariamente correlacionada com a capacidade total de trabalho do explosivo.[carece de fontes?]